# Kanton Dormans-Paysages de Champagne
Kanton Dormans-Paysages de Champagne is een kanton van het Franse departement Marne. Het kanton maakt deel uit van de arrondissementen Épernay en Reims. Het heeft een oppervlakte van 719,0 km² en telt 24 650 inwoners in 2017, dat is een dichtheid van 34 inwoners/km².
Het kanton Dormans-Paysages de Champagne werd opgericht bij decreet van 21 februari 2014 met uitwerking in maart 2015.
Op 2 januari 2023 werden Binson-et-Orquigny, Reuil en Villers-sous-Châtillon tot de fusiegemeente (Commune nouvelle) Cœur-de-la-Vallée. Siendsdien omvat het kanton de volgende 70 gemeenten:
- Anthenay
- Aougny
- Le Baizil
- Bannay
- Baslieux-sous-Châtillon
- Baye
- Beaunay
- Belval-sous-Châtillon
- Bligny
- Boursault
- Le Breuil
- Brouillet
- La Caure
- Chambrecy
- Champaubert
- Champlat-et-Boujacourt
- Champvoisy
- La Chapelle-sous-Orbais
- Châtillon-sur-Marne
- Chaumuzy
- Cœur-de-la-Vallée
- Coizard-Joches
- Congy
- Cormoyeux
- Corribert
- Courjeonnet
- Courthiézy
- Cuchery
- Cuisles
- Damery
- Dormans
- Étoges
- Fèrebrianges
- Festigny
- Fleury-la-Rivière
- Igny-Comblizy
- Jonquery
- Lagery
- Leuvrigny
- Lhéry
- Mareuil-en-Brie
- Mareuil-le-Port
- Marfaux
- Margny
- Montmort-Lucy
- Nesle-le-Repons
- La Neuville-aux-Larris
- Œuilly
- Olizy
- Orbais-l'Abbaye
- Passy-Grigny
- Poilly
- Pourcy
- Romery
- Romigny
- Saint-Martin-d'Ablois
- Sainte-Gemme
- Sarcy
- Suizy-le-Franc
- Talus-Saint-Prix
- Tramery
- Troissy
- Vandières
- Vauciennes
- Venteuil
- Verneuil
- Ville-en-Tardenois
- La Ville-sous-Orbais
- Villevenard
- Vincelles